# アントニオ・ピガフェッタ

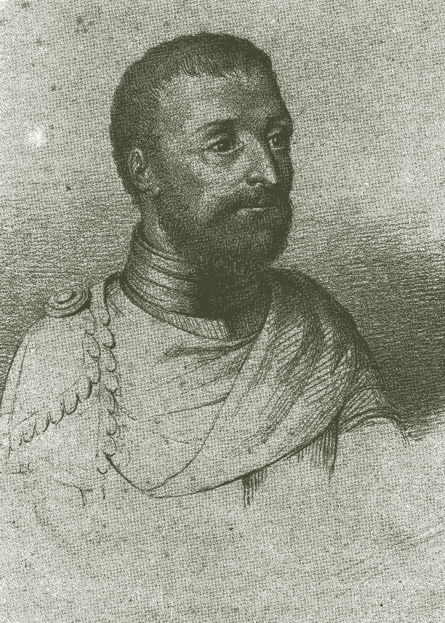
ピガフェッタのものとされた肖像。

アントニオ・ピガフェッタ（Antonio Pigafetta、1491年 - 1534年）は、イタリアの航海者。ヴィチェンツァ出身。フェルディナンド・マゼランの世界周航に同行した。ピガフェッタは航海の間、詳細な記録をとり続け、これは後のセブアノ語翻訳で役立った。また、それはセブアノ語に関する史上初の記録となった。
1519年にマゼランとともに出航した時には約270名を擁した船団だったが、1522年にスペインまでたどり着くことができたのはわずか18名だった。ピガフェッタはその中の1人で、マゼランの死後はフアン・セバスティアン・エルカーノ指揮のもと、世界周航を達成した。
マゼランとその死後指揮を継いだエルカーノの航海に関して得られる主要な情報は、ピガフェッタの記録によるものが多い。

## 前半生
ピガフェッタは当時ヴェネツィア共和国内の都市であったヴィチェンツァの富裕な一族に生まれた。天文学、地理学、地図学を学び、16世紀初頭は聖ヨハネ騎士団のガレー船で働いた。1519年、教皇使節フランチェスコ・キエレガーティのスペイン行きに随行した。

## マゼラン遠征隊への参加
セビリャでマゼランの航海計画を知ったピガフェッタは、乗客として同行できるよう交渉した。当初、交渉は難航したが、やがてマゼランの信頼を得ることに成功し、通訳兼地図製作者として乗り組むことができた。
航海の間、ピガフェッタは訪れた場所ごとに、地理、気候、植物、動物、住人など詳細に記録した。彼の綿密な記録は改竄を受けながらもヨーロッパ各地で発行され、後の探検家や地図製作者にとってきわめて貴重な情報源となった。16世紀ヨーロッパ人の持っていた南アメリカや太平洋諸島の情報の多くはピガフェッタがもたらしたものである。
ピガフェッタはマゼラン艦隊の出航以来毎日欠かさず日記を付けているが、ビクトリア号が世界一周達成を目前にアフリカの西にあるヴェルデ岬諸島に立ち寄り現地人に曜日を確かめたところ、ピガフェッタの日記では水曜日であるはずがヴェルデ岬諸島では木曜日であることを知り大変驚いている。21世紀の現代でこそ地球を西回りに一周したのだから日付けがずれるのは当たり前であるが、人類初の世界一周の記録者ピガフェッタは地球一周による日付けのずれを実感した最初の人でもある。

## 帰還
マゼランはフィリピンのマクタン島においてラプ＝ラプ王との戦いで戦死したが、ピガフェッタもマゼランと同じ一団で戦い負傷している。しかしピガフェッタはマゼランの戦死後、戦地を脱出して回復し、フアン・セバスティアン・エルカーノの下でビクトリア号でスペインに帰還した18名の乗組員の1人となった。
スペイン出発の3年後となる1522年9月、ビクトリア号はサンルーカル・デ・バラメーダにたどり着き、ピガフェッタはそこからイタリアに帰った。
ピガフェッタはローマ教皇にも面会し遠征の話をしているが、教皇から体験記の出版を勧められて経験をRelazione del Primo Viaggio Intorno Al Mondo（『マガリャンイス最初の世界一周航海』）の題名でロードス騎士団長リダランへの書簡の体裁で著した。ピガフェッタの記録は改竄を受けながらも仏訳と称される一部が1525年にパリで出版されその後ヨーロッパ各地で出版されているが、全体の出版は18世紀後半にようやく行われた。なお原本は残っていない。
ヨーロッパ人が史上初の世界周航を初めて知ったのは、ピガフェッタの著作によってではなく、1523年に出版されたスペイン王の秘書マクシミリアヌス・トランシルヴァーノがエルカーノ他マゼラン艦隊の生き残り船員3名からの聞き取り調査による著作によった。しかし、これはピガフェッタの記述の1/3程度の量であり、ヨーロッパではピガフェッタの書簡ほど広く出版されたわけでない。当時のヨーロッパ人の後年の研究者はピガフェッタの記録を中心にトランシルヴァーノの著、航海長アルボの航海日記、セビリアのインディアス総合古文書館に残るマゼラン艦隊の各種の記録文章などからマゼラン艦隊の航海を解析し著述している。
その後のピガフェッタは、マゼラン遠征隊に参加する以前、聖ヨハネ騎士団（ロードス騎士団）の船に乗り組んでいた際に得た人脈から、聖ヨハネ騎士団の一員となった。
彼は1534年、故郷ヴィチェンツァで死んだ。

## 著作
マゼランの世界一周航海についてのピガフェッタの記録は2011年刊岩波文庫『マゼラン最初の世界一周航海』や岩波書店、大航海時代叢書 第1巻『航海の記録』1965年刊で和訳全文を読むことができる。ピガフェッタの記録は2011年岩波文庫版(和訳)で240ページ程の記録である。

## 映画におけるピガフェッタ
2002年の映画『ラプ＝ラプ』で、フィリピンの俳優ボブ・ソラーがピガフェッタを演じた。キドラット・タヒミック監督の「500年の航海」(2017)ではウィグス・ティスマンがピガフェッタを演じている。